# Методи соціально-педагогічної роботи

Метод соціально-педагогічної роботи − це спосіб організації узгодженої діяльності соціальних педагогів та клієнтів з метою вирішення завдань соціально-педагогічної роботи.

## Групи методів

### Загальні (філософські) методи, які використовують у роботах
- метод наукової абстракції;
- метод аналізу та синтезу;
- метод індукції та дедукції;
- метод єдності спільного та особливого;
- метод пересування від простого до складного;
- метод єдності якісного та кількісного аналізу;
- метод формалізації;
- метод аналогії;
- системно-структурний метод.

### Загальнонаукові методи
Застосовуються в багатьох галузях суспільної діяльності, вони визначають деякі аспекти процесу пізнання і перетворення світу. Найбільш часто згадуються такі загальнонаукові методи:
- історичні методи;
- генетичні методи;
- соціологічні методи;
- психологічні методи;
- педагогічні методи.

### Спеціальні наукові методи
Спеціальні наукові методи — це специфічні способи пізнання і перетворення окремих сфер суспільного життя, що притаманні тій чи іншій системі знань. [2]
Групами методів які використовуються у соціально-педагогічній роботі є:
- педагогічні (методи формування свідомості (переконання, навіювання, приклад), методи організації діяльності (тренування, створення вихованих ситуацій, формування громадської думки), методи стимулювання діяльності (гра, змагання, заохочення, схвалення), методи самовиховання (самоаналіз, самоосуд, самонаказ, самонавіювання));
- психологічні (методи психодіагностики, психотерапевтичні методи (психодрама, соціодрама, ігрова терапія, поведінкова терапія), психокорекційні методи (психогімнастика, арттерапія, казкотерапія), психологічне консультування);
- соціологічні (спостереження, методи опитування, методи аналізу документів, біографічний метод, експертна оцінка);
- соціально-педагогічні (аналіз соціуму, метод вуличної роботи, метод «рівний-рівному») [1]

#### Метод «рівний— рівному»
Метод «рівний — рівному» — як спосіб навчання однолітків та людей, рівних за певними ознаками, має переваги: знання цінностей і вимог соціальної групи, у якій здійснюється спілкування; високий ступінь довіри; рівність у взаєминах; схожий внутрішній світ, досвід, схоже ставлення до проблеми; однаковий рівень (освітній, культурний, соціальний тощо); молоді люди розуміють один одного, використовуючи невербальні та вербальні засоби спілкування (наприклад, сленг), а дорослому необхідно досконало знати (а значить, вивчити) мову молодіжного спілкування; підвищена самооцінка та впевненість у собі, почуття власної гідності та віри в себе не тільки в підлітків-інструкторів, які виступають у ролі вихователів, а й у тих, з ким вони працюють. Разом з тим метод «рівний-рівному» має свої недоліки: не завжди достатньо схожості (бути схожим — не означає бути рівним); недостатність досвіду, інформації в підлітків; важкість контролю, вимірювання результатів методу; можливість спотворення інформації підлітками; вік підлітка (людина ще не пережила того, про що говорить, її не сприймають як експерта в даній ситуації, справі) [2]. Переваги цього методу полягають у тому, що молоді люди знаходяться постійно з ровесниками, а дорослі-професіонали — лише тимчасово; молоді люди розуміють, що означає бути молодим, a дорослі «намагаються зрозуміти», пригадуючи себе в такому віці; молоді люди спілкуються за допомогою специфічних вербальних (сленг) та невербальних засобів і тому не завжди сприймають форми спілкування дорослих. Серед слабких сторін цього методу можна виокремити спотворення інформації під час її передачі іншим, недостатній життєвий досвід підлітків, обмеженість знань підлітків з певних питань, які цікавлять однолітків.

### Методи соціально-педагогічної діяльності
Усі методи соціально-педагогічної діяльності можна згрупувати, беручи до уваги мету призначення:
1. Методи дослідження.
2. Методи соціального виховання.
3. Методи соціально-психологічної допомоги.
До першої групи методів належать спостереження (моніторинг), соціологічні методи, вивчення передового педагогічного досвіду, моделювання, педагогічний експеримент, метод соціометрії, математичні методи: ранжування — розміщення зібраних даних у визначеній послідовності, в порядку зростання або спадання показників, визначення місця в цьому ряду кожного клієнта; шкалування — кількісний метод, який дає можливість ввести цифрові показники в оцінку окремих сторін педагогічного явища, метод «дерева цілей».
Другу групу методів складають педагогічні методи, а саме:
1. Методи формування свідомості: приклад, бесіда, диспут, розповідь, лекція та інші.
2. Методи організації діяльності: педагогічна вимога, громадська думка, вправляння, організація суспільно корисної діяльності, творчі ігри та ін.
3. Методи стимулювання діяльності: заохочення, покарання, «вибух». Методи соціально-психологічної допомоги, які належать до третьої групи, містять психологічне консультування, аутотренінг, психологічні методи, симуляційні ігри (ділові та рольові ігри).
Спеціальними методами в соціально-педагогічній діяльності виступають: патронат, супровід, консультування телефоном, реалізація психотерапевтичної функції, медіація, тренінг [3].
Патронат — форма опіки, при якій діти, що залишилися без опіки, передаються на виховання іншим громадянам за договором на певний строк (діти до 4-х років передаються органам охорони здоров'я, а діти віком від 4-х до 14 років — органам освіти).
Соціальний супровід — це комплексний метод, який забезпечує створення умов для прийняття розв'язків в складних життєвих ситуаціях. Супровід включає: діагностику проблеми; інформацію про способи розв'язання проблеми; консультацію на етапі прийняття рішення і розробку плану дій; первинну допомогу при реалізації плану. Основний принцип супроводу «Не нашкодь», забезпеч умови надати допомогу «самому собі».
Консультування телефоном — це процес телефонного діалогу.
Медіація — методика посередництва при розв'язанні конфлікту — це створення атмосфери, при якій люди можуть відкритися, знайти спільну мову і виробити свої власні рішення.
Тренінг — це навчання досвідом. Навчання досвідом передбачає, що присутні мають можливість поділитися і обмінятися між собою своїми знаннями та проблемами, а також попрацювати разом для пошуку рішення.

## Класифікація основних методів, які використовуються соціальним педагогом [4]
| | | |
| Методи соціальної діагностики - інтерв'ю - моніторинг - соціологічне опитування - експертна оцінка - експертний прогноз - біографічний метод Методи соціальної профілактики - превентивний метод - соціальна терапія - соціодрама - група підтримки Методи соціального контролю - соціальний нагляд - соціальна опіка - соціально-медичний догляд - соціальне обслуговування Методи соціальної реабілітації - працетерапія - зміни у статусі - групова терапія - кризова інтервенція Соціально-економічні методи - метод пільг - метод компенсацій - соціальний патронаж - медичний патронаж - соціально-економічні санкції Організаційно-розпоряджувальні методи - регламентування - нормування - інструктування - критика - контроль і перевірка виконання | Психодіагностичні методи - тести інтелекту і здібностей - особистісні опитувальники - тести досягнень - проективні тести - малюночні тести - соціометрія Психокорекційні методи - психогімнастика - ігрова корекція - ігротерапія - арт-терапія - діагностичний навчаючий експеримент - соціально-психологічний тренінг - тренінг поведінки Методи психологічного консультування - емпатичне слухання - інтерпретація - ідентифікація - фасилітація - висування гіпотез Методи психотерапії - сугестія - самонавіювання - раціоналізація - психоаналіз - транзактний аналіз - групова терапія - поведінкова терапія - сімейна психотерапія | Організаційні методи - педагогічний експеримент - педагогічна діагностика - педагогічне спостереження - природний експеримент Методи навчання - словесні (розповідь, пояснення, бесіда, дискусія, лекція) - наочні (демонстрація, ілюстрація, робота з книгою) - практичні (вправи, лабораторні і практичні роботи, дидактичні ігри, творчі завдання, проблемні ситуації) Методи виховання - позитивний приклад - переконання - привчання - заохочення і покарання - навіювання - вправність - перспектива - гра - довіра - організація успіху Самовиховання |